# Gaviál indický
Gaviál indický (Gavialis gangeticus) je kriticky ohrožený druh plaza žijícího v Indii, kde je považován za posvátné zvíře.[zdroj?]

## Popis
Dospělí jedinci dosahují délky 3,5 až 7 metrů a váží 160 až 180 kilogramů, někteří jedinci měli 680–1000 kg. Hlava o délce až 130 centimetrů je zakončena čelistmi, jejichž délka může být téměř jeden metr. Z nich vyrůstá přes sto velmi ostrých zubů, které jsou jejich hlavním nástrojem pro obstarávání potravy. Zuby na horní a dolní čelisti vyrůstají vzájemně posunuté, takže při zavření čelistí zapadají mezi sebe. Na vrcholu hlavy jsou posazeny vystouplé oči; ve spojení s jejich ostrým zrakem gaviálům umožňují pozorovat okolí zpod hladiny vody, i když zbytek těla je ponořen. Oči jsou vytočeny do stran, takže přehlédnou široký úhel bez otáčení hlavou. Jsou kryty jednak šupinatými víčky, jednak průhlednou blánou, kterou gaviáli přes povrch očí přetahují jako ochranu, jsou-li ponořeni pod vodu.
Samci mají na čenichu výrůstek zvaný ghara, který slouží k zesílení jinak tichého zvukového projevu, díky kterému se dorozumívají mezi jedinci stejného i opačného pohlaví. Zesilování způsobuje rezonance uvnitř výrůstku, jež je vyvolána výdechem z nosních dutin. Samci pomocí ghary odstrašují případné soky bučivými zvuky, zároveň však s ní lákají samice, se kterými se chtějí pářit. Tato část čenichu se vyvine pouze dospělým jedincům, mladí gaviálové je nemají. Slovo „ghara” pochází z hindského slova „gharyjal”, což v překladu znamená hrnec a podle něj dostal tento druh plaza i svůj název „gaviál”.
Nohy gaviálů jsou málo vyvinuté a proto jsou na souši neobratní. Jsou však opatřeny plovacím kýlem a ploutevním lemem, díky čemuž gaviáli výborně plavou. Napomáhá jim při tom i dlouhý ohebný ocas, který je zploštělý ze stran a shora lemovaný řadou dobře viditelných hrotitých šupin. Ocas dosahuje až poloviny délky celého těla a díky jeho příčným pohybům mohou gaviálové rychle plavat vpřed i obratně zatáčet. Potravou jsou menší i větší ryby.

## Způsob života
Nejvhodnějším přirozeným prostředím jsou členité řeky s velkým průtokem vody, strmými břehy, mělčinami, tůněmi a ostrůvky. Zde tráví dospělí gaviálové většinu času a loví; jejich potravu tvoří převážně ryby. Žijí v harémech – samci se obklopují několika samicemi. Samice hloubí v písčitých březích jámu, do níž kladou vejce a poté ji opět pískem zahrnou. Okolo hnízda pak hlídkují až po dobu tří měsíců, než se z vajec vylíhnou mladí gaviáli. Po vylíhnutí se mláďata přemístí do vody a zůstávají zpočátku v péči rodičů, kteří je hlídají, krmí a vozí na zádech nebo na hlavě.

## Rozšíření
Gaviálové původně obývali Pákistán, Indii, Nepál, Bangladéš a Barmu – povodí řek Indus, Ganga, Mahanadi, Narayani, Brahmaputra a Iravádí. V důsledku znečištění vody, lovu, mizení původních biotopů a dalších faktorů se stali druhem ohroženým vyhynutím. Nejvýznamnější současná kolonie gaviálů žije dnes v Indii v povodí Gangy – v řekách Girwa a Čambal, další poslední zbytky se vyskytují v Nepálu. Jejich celkový počet se odhaduje asi na 200 jedinců.

## Chov v zoo
V Evropě jsou chováni velmi vzácně, v pouhých šesti zoo, z toho v pouhých třech, které jsou součástí Evropské asociace zoologických zahrad a akvárií (EAZA). V Česku se jedná o Zoo Praha a Krokodýlí ZOO Protivín. Protivínská zoo tento druh chová od 29. října 2011, kdy přišlo sedm jedinců, konkrétně chovný pár a pět pětiletých mláďat. Podařilo se to výměnou za chovnou skupinu (dva samci a tři samice) krokodýlů kubánských, které tato zoo odchovává v čistokrevné formě jako jediná v Evropě.[zdroj?] V roce 2017 se tu podařil první odchov gaviálů v evropských zoo.
Kromě českých zoo jsou gaviálové indičtí v Evropě chováni i v Ferme aux Crocodiles v Pierrelate ve Francii, Krokodille Zoo Eskilstrup v Dánsku, Zoo Berlin v Německu. První evropský odchov gaviála indického se povedl v květnu 2017 v jihočeské Krokodýlí ZOO Protivín, kde se vylíhlo 17 mláďat a 14 z nich se podařilo dochovat pro další evropská zoo. Čeští gaviálové z Protivína jsou od roku 2018 také v zoo Pairi Daiza v Belgii, ve Vivariu Lausaunne ve Švýcarsku a v Reptilandii na Gran Canarii.
Mimo Indii a Evropu je do roku 2008 chovalo pouhých 10 zoo ve čtyřech zemích (USA, Japonsko,Singapur a Srí Lanka).
ESB vede Zoo Praha. 

### Chov v Krokodýlí ZOO Protivín
Od konce října 2011 chová skupinu gaviálů indických i Krokodýlí ZOO Protivín v jižních Čechách. Dovezla tehdy dospělý pár - samce Čambala Ganéšu a samici Gangu a pět subadultních gaviálů z indické Mádras Crocodile Bank Trust. V roce 2013 k chovnému páru přibyly dvě stejně staré samice Brahmaputra a Indira. Ihned po aklimatizaci těchto zvířat se projevily známky reprodukčního chování. K úspěšnému odchovu gaviálů indických v Protivíně došlo v květnu 2017, kdy se vylíhlo 17  mláďat a 14 se jich dochovalo do věku vhodnému k předání dalším zoo. Tento odchov byl první evropský a zároveň první světový v podmínkách „inside”.[zdroj?]

### Chov v Zoo Praha
Od dubna 2008 mohou gaviály spatřit i návštěvníci pražské zoologické zahrady v pavilonu Čambal. Zoo tehdy získala z Indie sedm gaviálů. Ke konci roku 2017 zoo chovala tři samce a tři samice. Zvířata jsou od roku 2020 dospělá a potenciálně schopná rozmnožení. 

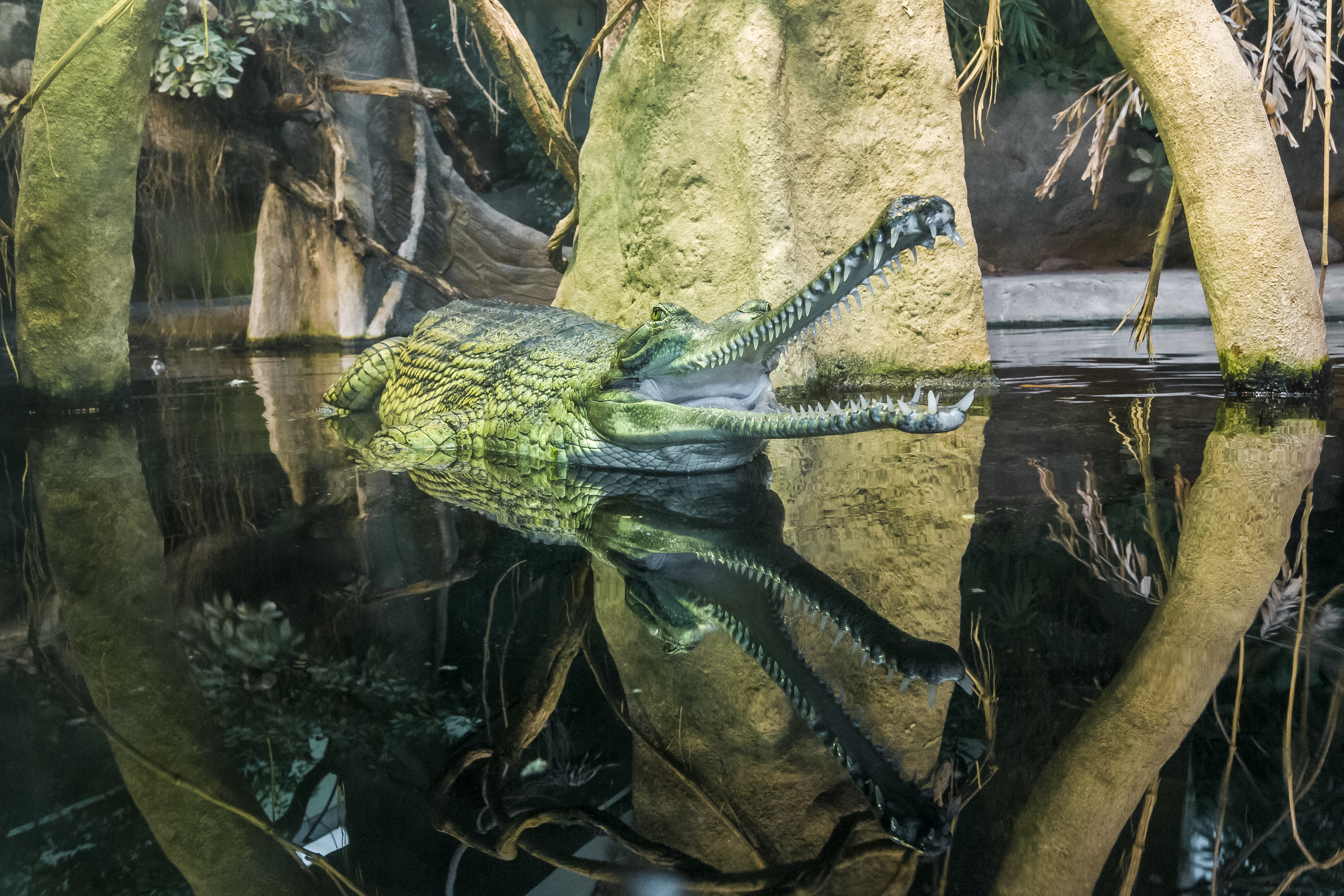
Gaviál indický v Zoo Praha
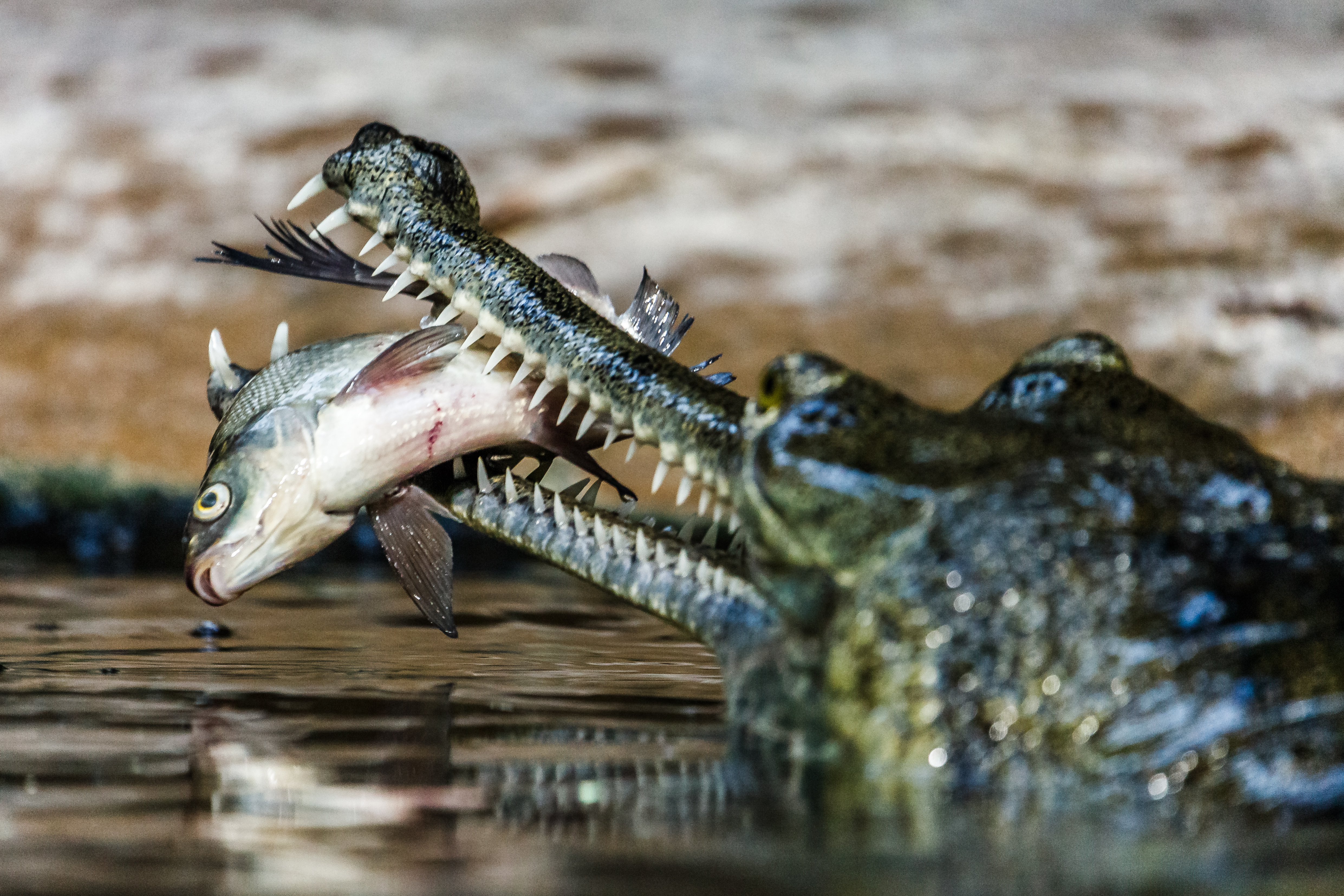
Gaviál indický v Zoo Praha
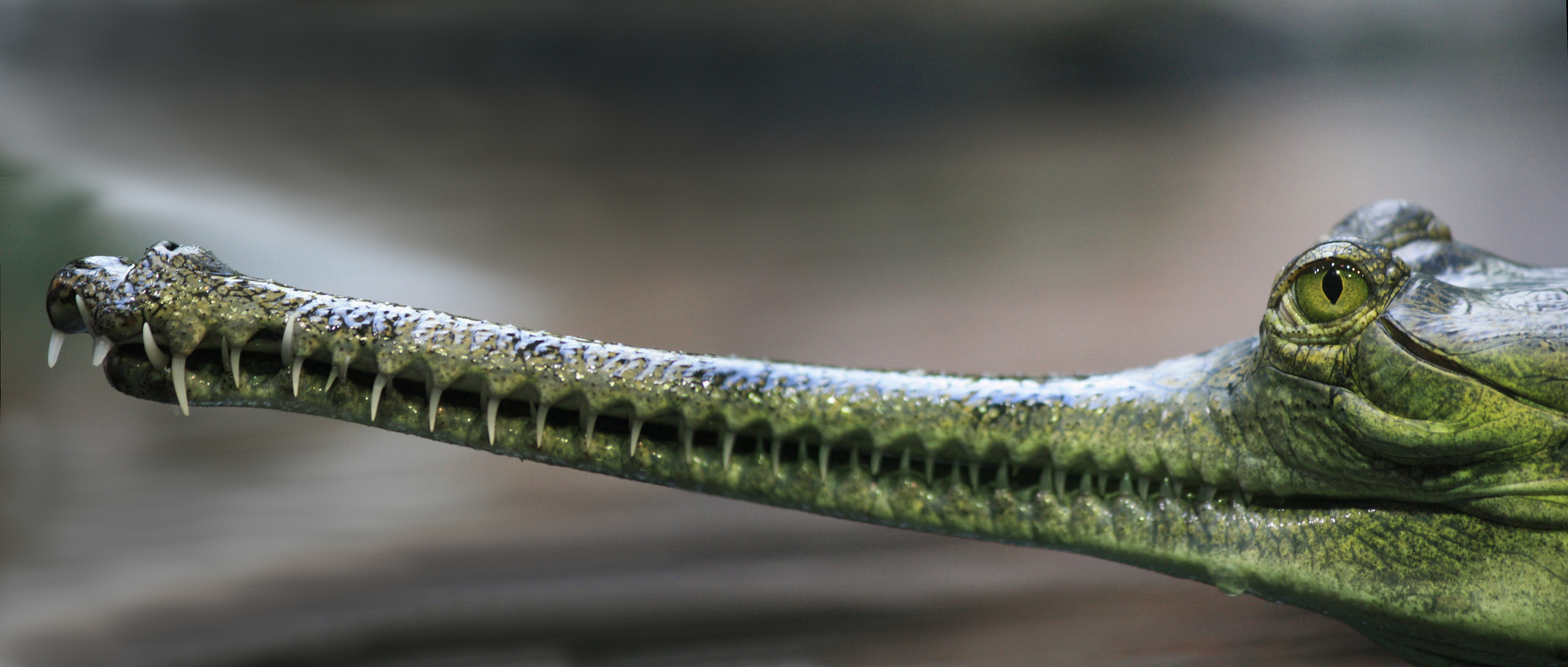
Gaviál indický v Zoo Praha
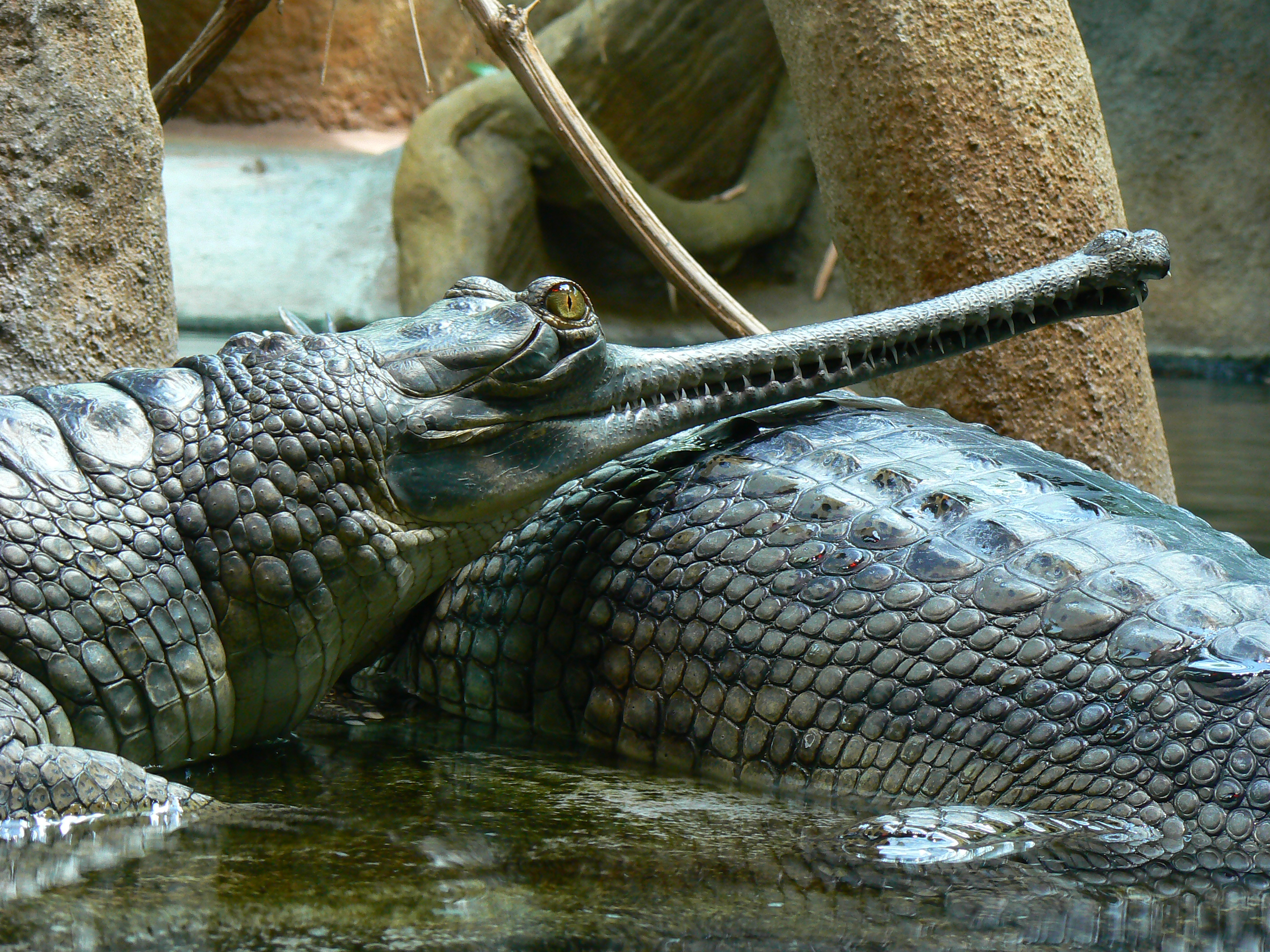
Gaviál indický v Zoo Praha